# Asolenus quinquestriatus
Asolenus quinquestriatus är en skalbaggsart som först beskrevs av Lewis 1895.  Asolenus quinquestriatus ingår i släktet Asolenus och familjen stumpbaggar. Inga underarter finns listade i Catalogue of Life.